# Döden i Venedig (opera)

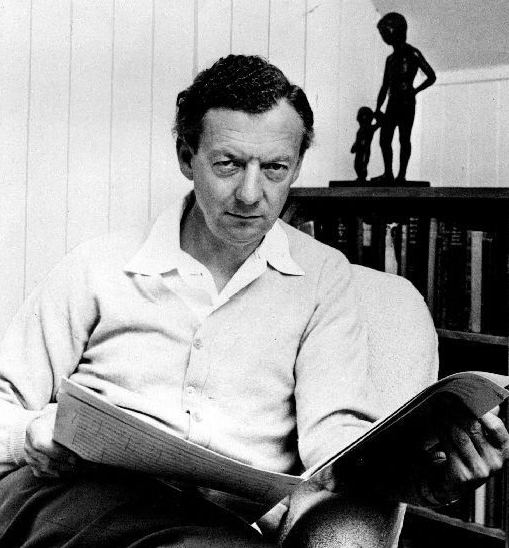
Benjamin Britten

För Viscontis film, se Döden i Venedig.
Döden i Venedig är en opera i två akter med musik av Benjamin Britten och libretto av Myfawny Piper efter Thomas Manns novell Döden i Venedig. Den framfördes första gången på Snape Maltings nära Aldeburgh i England den 16 juni 1973. Pojken Tadzio porträtteras av en stum dansare till gamelan-betonad slagverksackompanjemang.

## Bakgrund
I maj 1911 reste Thomas Mann tillsammans med sin hustru och bror till Hôtel des Bains på ön Lido utanför Venedig. Där såg han en vacker polsk pojke som var där med sin familj. Pojken hette Wladyslaw Moes. Senare berättade Manns änka att allt gick till precis som i novellen, förutom det att Mann inte hade följt efter pojken i Venedig utan bara i tankarna. Mann betraktade inte sig själv som homosexuell, trots att boken Tonio Kröger (1903) delvis bygger på hans minnen att förälska sig i en annan skolpojke. I ett brev understryker Mann att Döden i Venedig inte är en berättelse om pederasti:
Vad jag ursprungligen ville behandla var inte alls homoerotik. Det var berättelsen, groteskt sett, om den åldrade Goethe och den lilla flickan i Marienbad som han var fast benägen att gifta sig med... Passionen som förvirring och förnedringen i vanäran var vad jag var ute efter att skildra.

## Historia

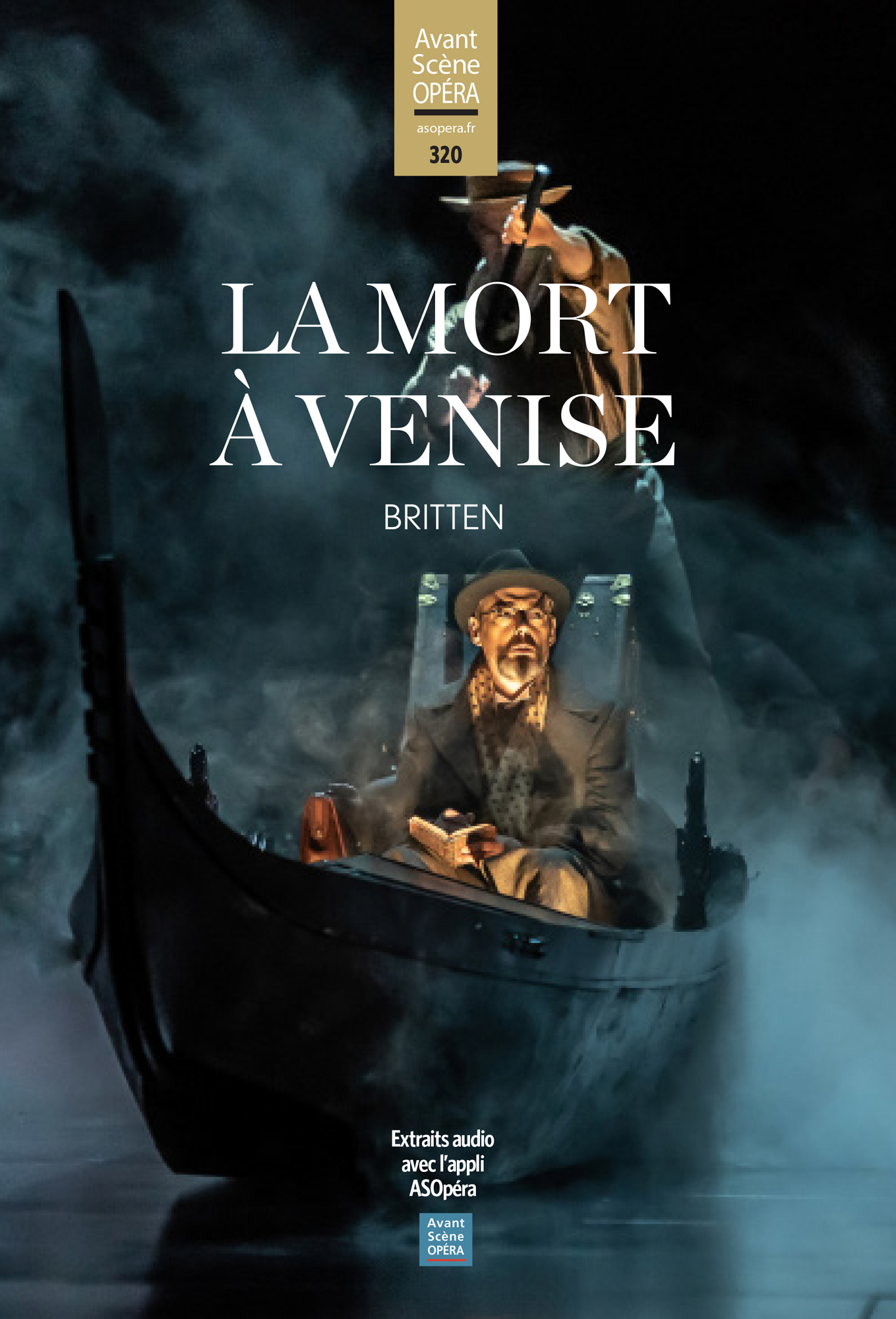
Avant-Scène Opéra n°220

Tanken på att göra opera av Manns novell hade följt Britten i många år innan han skred till verket 1970. Tillståndet att tonsätta stycket hade Britten utverkat av Golo Mann, son till Thomas Mann. Britten och Golo Mann hade bott i samma konstnärskollektiv i Brooklyn i New York 1940 och där blivit bekanta med varandra. I ett brev (6 januari 1971) skrev Britten:
Jag hade ett givande möte med Golo Mann i Tyskland och han var lika trevlig och hjälpsam som jag kom ihåg honom från New York på 40-talet.
Mann gav Britten tillåtelse att tonsätta faderns novell och sa till Britten att fadern (som dog 1955) brukade säga att Britten hade varit den rätte personen att skriva musik till hans Doktor Faustus om den någon gång skulle dramatiseras. Samtidigt pågick inspelning av Luchino Viscontis film Döden i Venedig och Brittens advokater rådde honom att inte se filmen för att undvika misstankar om plagiat. Enligt regissören Colin Graham tyckte några av Brittens vänner (efter att ha sett filmen) att relationen mellan Tadzio och Aschenbach var "alltför sentimental och oanständig". Detta bidrog till beslutet att låta Tadzio och hans familj och vänner gestaltas av stumma dansare.
I oktober 1972 reste Britten och hans livspartner Peter Pears till Venedig där Britten fick inspiration och skrev ner musikaliska idéer. Till jul 1972 var alla musikskisser klara och på Nyårsdagen 1973 spelade Britten igenom verket på piano för paret Piper. Under hela kompositionsarbetet var Britten sjuk och på hösten 1972 förklarade läkarna att Britten var i behov av en hjärtoperation för att byta ut en hjärtklaff. Han gick med på en operation på villkor att han fick tillstånd att slutföra operan:
Jag ville helhjärtat slutföra detta stycke [Döden i Venedig] innan någonting inträffade. För det första, det är troligen Peters [Pears] sista stora operaparti; för det andra, det är en opera som jag har tänkt på under väldigt lång tid, och den har redan skjutits upp en gång. Jag måste fortsätta och sedan, när jag är klar, lägga mitt öde i läkarnas händer.
Hela partituret var färdigt i mars 1973. Tonsättaren Colin Matthews hjälpte till med att skriva rent orkesterstämmorna och fylla i rena rutinstämmor. Matthews var imponerad av Brittens höga arbetstakt och passionerade inställning till operan. Samtidigt förstod han inte riktigt varför Britten hade valt just det ämnet och att han såg figuren Aschenbach som mera av en karikatyr av Peter som om rollen inte var skriven av kärlek utan för att såra. Pears uttryckte vid samma tid att "Britten skriver en ond opera, och den kommer att döda honom". 
Under operationen den 7 maj fick Britten ett slaganfall och när han vaknade upp var hans högra hand delvis paralyserad. 

### Uppförandehistorik
Han var oförmögen att närvara vid repetitionerna och missade uruppförandet den 16 juni 1973 i Snape Maltings Concert Hall under årets Aldeburgh Festival. Dock var han frisk nog att kunna närvara vid Londonpremiären på Covent Garden den 18 oktober 1973. Då fick han tillfälle att se Peter Pears i en roll som var Brittens hyllning till sin livslånga partner och störste uttolkare av sina verk. Britten dedicerade även operan till Pears med orden To Peter.
På våren 1974 närvarade han vid skivinspelningen trots sin dåliga hälsa och han såg operan på nytt vid 1975 års festival i Aldeburgh, och vid Covent Garden den 7 juli 1975.
Musikkritikern Edward Greenfield skrev i The Guardian:
Benjamin Britten, konsekvent egensinnig i sina val av operaämnen, har på nytt bevisat det omöjliga. Thomas Manns "Döden i Venedig", en förtätad och intensiv historia, en konstnärs inre monolog, utan dialog, utan handling, har mot alla odds blivit en stor opera. Britten har förvandlat den till en av de rikaste och djupaste operamässiga karaktärsstudierna.

## Om operan

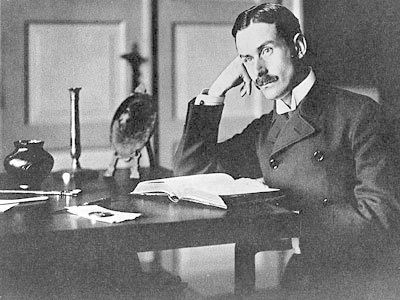
Thomas Mann ca 1910

Döden i Venedig är en av de få operor som har en stum roll, eftersom pojken Tadzio (och för övrigt hela hans familj) spelas av dansare, och huvudpersonen Gustav von Aschenbach växlar inte ett ord med Tadzio, föremålet för hans tillbedjan. Den polska familjens uppträdande och reaktioner kan avläsas i den musik som målar dem. Aschenbachs känslor tolkas av en "vanlig" orkester, medan Tadzios musik framförs av slagverk. Aschenbachs roll skrevs direkt för Peter Pears och blev ett av sångarens sista glanspartier.
På ytan verkar det handla om en åldrande författares homosexuella kärlek till en yngling. Men på ett djupare plan handlar det om konflikten mellan skönhet och lidelse, mellan Apollon och Dionysos. Att Tadzio spelas av en dansare lär anspela på denna dionysiska dragningskraft, som varken språk eller förnuft förmår tygla. Genom att flera rollgestalter spelas av en enda sångare uppstår en enhetlig källa till Aschenbachs många frestelser. Eftersom hela skeendet berättas ut hans synvinkel ställer den här rollen höga krav på rolltolkning. Brittens sista opera skulle kunna kallas en dramatisk berättelse.
Ursprungligen hade Britten tänkt att Apollon skulle sjungas av en gossopran, men Pears föreslog en countertenor istället. Countertenorens röstläge, varken manligt eller kvinnligt, skulle bättre personifiera gudomen. Myfanwy Piper föreslog att pojkarnas strandlekar skulle framföras av nakna dansare. Britten gillade idén men tillade att koreografen Frederick Ashton kunde ha invändningar samt att "föreställningen därmed kunde orsaka ett intresse som ingen av oss önskar!".
Om operan ses som en mans svar på att förälska sig i en pojke kan Döden i Venedig tyckas vara en repris på Brittens återkommande tema om fördärv-genom-oskuld ur fördärvarens synvinkel. Men musiken klargör att så inte är fallet. Det är inte Aschenbach utan Tadzio som Britten förser med gamelanmusikens förföriskt svävande tonvärld från vilken både Quint (The Turn of the Screw) och Oberon (En midsommarnattsdröm) härstammar. I kontrast visar Aschenbachs vidspännande musikspråk att han tillhör den "riktiga" världen, liksom Miles och Bottom Vävare, och han är alltså inte förföraren utan den förförde. Det är han vars renhet blir plundrad och solkad och slutligen förstörd. Operan kan sålunda inte ses som en hyllning till pedofili avsett att glädja redan invigda personer, utan motsatsen: en plågad självbiografi av Britten, ett kvitto av den spänning och skam han upplevde på grund av sina känslor för pojkar.

## Roller
| Roller                                                                                       | Röststämma   | Premiärbesättning 16 juni 1973 (Dirigent: Steuart Bedford) |
| -------------------------------------------------------------------------------------------- | ------------ | ---------------------------------------------------------- |
| Gustav von Aschenbach, författare                                                            | tenor        | Peter Pears                                                |
| Resenär, äldre snobb, gondoljär, hotelldirektör, frisör, gatusångarnas ledare, Dionysos röst | baryton      | John Shirley-Quirk                                         |
| Den polska modern                                                                            | (dansare)    | Deanne Bergsma                                             |
| Tadzio, hennes son                                                                           | (dansare)    | Robert Huguenin                                            |
| Hennes två döttrar                                                                           | (dansare)    | Elisabeth Griffiths and Melanie Phillips                   |
| Jaschiu, Tadzios vän                                                                         | (dansare)    | Nicolas Kirby                                              |
| Apollons röst                                                                                | countertenor | James Bowman                                               |
| Hotellportier                                                                                | tenor        | Thomas Edmonds                                             |
| Båtsman                                                                                      | baryton      | Michael Bauer                                              |
| Hotellkypare                                                                                 | baryton      | Stuart Harling                                             |
| Den ryska modern                                                                             | sopran       | Alexandra Browning                                         |
| Den ryske fadern                                                                             | bas          | Michael Follis                                             |
| Den tyska modern                                                                             | mezzosopran  | Angela Vernon Bates                                        |
| Jordgubbsförsäljerskan                                                                       | sopran       | Iris Saunders                                              |
| En guide                                                                                     | baryton      | Robert Carpenter Turner                                    |
| Spetsförsäljerskan                                                                           | sopran       | Sheila Brand                                               |
| Tidningsförsäljerskan                                                                        | sopran       | Anne Wilkens                                               |
| Glasblåsaren                                                                                 | tenor        | Stephen James Adams                                        |
| Gatusångaren                                                                                 | tenor        | Neville Williams                                           |
| Gatuspelaren                                                                                 | mezzosopran  | Penelope Mackay                                            |
| Tjänstemannen                                                                                | baryton      | Peter Leeming                                              |
| Guvernanten                                                                                  | sopran       | Anne Kenward                                               |
| Kör – resenärer, arbetare och dansare                                                        |              |                                                            |

## Handling

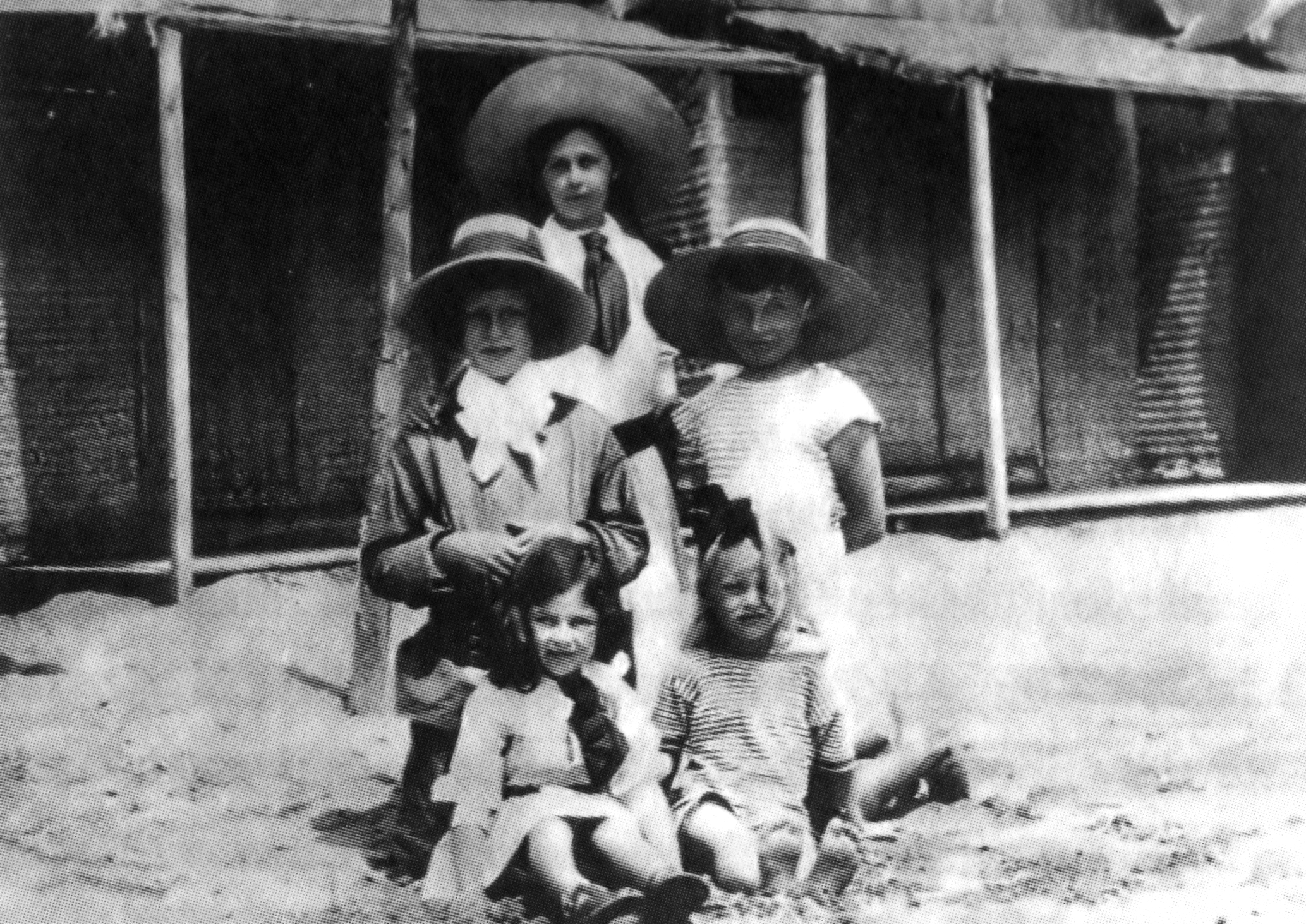
Tadzio hette i verkligheten Wladyslaw Adzio Moes (1900-86) och befann sig 1911 i Venedig med sin familj då Thomas Mann såg honom. Han var då 11 år. Han står på knä i mittenraden till vänster, omgiven av sina systrar och sin kamrat Jan "Jas" Fudakowski.

München och Venedig, ca 1910

### Akt 1
Scen 1. På en kyrkogård i München. Författaren Gustav von Aschenbach söker en väg ut ur en livs- och skapandekris. Han känner sig tom och oinspirerad. En främmande resenär rekommenderar honom att resa söderut.
Scen 2. Ombord på båten till Venedig. En skara ungdomar roar sig med rop, skratt och sång. En av passagerarna, en äldre snobb, väcker Aschenbachs uppmärksamhet och motvilja när denne skämtsamt hyschar åt ungdomarna och ber dem tänka på att det finns en berömd man ombord. Aschenbach får en föraning om olycka. I Venedig går alla i land, sist Aschenbach.
Scen 3. I en gondol. Aschenbach sitter försjunken i drömmerier. Han här gondoljären mumla att han far dit han själv bestämmer. Då Aschenbach ser att han inte förs till Schiavone som avtalat, utan till Lido klagar han på transporten. Under färden till hotellet vid Lido lugnar sig Aschenbach igen och gondoljären försvinner utan att ta betalt. Aschenbach liknar gondolen vid Charons båt som för de döda över floden Styx till dödsriket. När han ser en svart gondol får han en förebådan om sin egen död.
Scen 4. På hotellet. Väl framme på hotellet mottas han med största vördnad av direktören. Från sitt hotellrum har Aschenbach en härlig utsikt över Venedig. Han blir lycklig när han ser den sköna staden. Gästerna strömmar till matsalen och bland dem lägger Aschenbach märke till en polsk familj med en gosse, Tadzio, som är skön som en grekisk gud.
Scen 5. På stranden. Aschenbach iakttar Tadzio, som leker med de andra barnen, och han begrundar skönheten. Tadzio utför en pantomimisk scen i vilken han visar sitt hat till en rysk familj bland gästerna. Aschenbach fascineras av gossens självmedvetna uppförande. Han funderar över sitt eget liv och sitt oberoende av allt utom sitt arbete.
Scen 6. (Simultanscen): "Den misslyckade avresan". Siroccon har gjort Aschenbach orolig till mods. Han vandrar runt på Venedigs gator och lyssnar till gatuförsäljarnas rop. Aschenbach bestämmer sig för att lämna Venedig och åter på hotellet meddelar han direktören att han vill lämna staden för att resa upp i bergen. En båt för hans bagage till stationen, själv ämnar han följa efter i en gondol. Men portieren förklarar att hans bagage av misstag skickats till Como med tåget. Aschenbach blir arg och tänker inte resa förrän hans bagage har kommit till rätta. Han återvänder till hotellet och ser från sitt fönster ut över stranden, varvid han får syn på Tadzio. Motsträvigt erkänner han för sig själv att det är Tadzio som gör det så svårt för honom att lämna Venedig.
Scen 7. I Lido. "Apollons lek." Aschenbach sitter i en stol på stranden och ser pojkarna tävla. Tadzio vinner över dem alla och Aschenbach inser att gossen kan ge honom ny inspiration. Han vill bli bekant med honom. Men han kan inte förmå sig att själv skapa kontakt. Då Tadzio går förbi honom i sällskap med sin mor och ler mot honom, inser Aschenbach att han älskar skönheten och i synnerhet Tadzio.

### Akt II
Scen 1. Hos hotellfrisören. Frisören pratar om allt möjligt och frågar Aschenbach om han inte är rädd för den sjukdom som härjar i Venedig och som har gjort att många besökare har lämnat staden. Aschenbach har inte hört talas om någon sjukdom och frisören säger att det bara är ett rykte och byter snabbt samtalsämne.

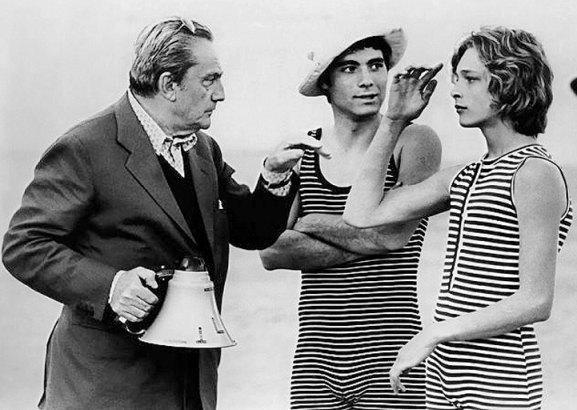
Från filmatiseringen av Döden i Venedig. Regissören Luchino Visconti (vänster) förklarar en scen för Björn Andrésen som Tadzio (höger).

Scen 2. (Simultanscen): "Förföljelsen". Under en gondoltur förundrar sig Aschenbach över den sötaktiga stanken och alla anslag på väggarna. Ingen italienare vill yppa något för honom, men en tysk tidning råder alla turister att lämna staden då det har utbrutit en koleraepidemi. Aschenbach ser den polska familjen och följer i hemlighet efter den polska familjen till Markuskyrkan och tillbaka till hotellet. Han är rädd att familjen ska höra talas om epidemin och hoppas att de inte ska lämna Venedig. Tadzio har gjort honom blind för farorna, han ser gossen som Eros och Ganymedes i samma gestalt och kan inte göra sig fri från honom.
Scen 3. Hotellterrassen. Några musiker dyker upp på hotellet och underhåller gästerna på terrassen. Aschenbach frågar orkesterledaren varför Venedig saneras men får inget svar. Hotelldirektören drar musikern åt sidan och råder honom att tiga med sanningen. Musikerna spelar musik, Aschenbach och Tadzio är de enda som inte har roligt.
Scen 4. Resebyrån. Det är trängsel på resebyrån av gäster som vill bort från staden, men kontoristen beklagar att kontoret är stängt. När turisterna givit sig av tvingar Aschenbach kontoristen att erkänna att pesten kommit till Venedig. Myndigheterna döljer det verkliga förhållandet för att inte går miste om turisterna och deras pengar.
Scen 5. Hotellfoajén. Aschenbach bestämmer sig för att varna Tadzios mor och uppmana henne att resa, men när hon väl dyker upp säger han inte ett ord - han är rädd att mista pojken.
Scen 6. Aschenbach har en dröm: ett vad mellan Apollon och Dionysos avgörs till den senares fördel.
Scen 7. På stranden. Aschenbach försjunker åter i anblicken av skönheten som leker med sina kamrater. Han inser att han är helt och hållet i Tadzios våld.
Scen 8. Hos hotellfrisören. Aschenbach låter sminka sig med rouge och färgar håret, så som den gamle snobben på fartyget.
Scen 9. En kaj och en gondol. "Det sista besöket i Venedig." Under en gondolfärd sjunger Aschenbach en hyllningssång till Venedig. Då han går i land får han syn på den polska familjen och följer efter dem. Tadzio väntar på honom men ansluter sig strax efteråt till sin familj. Aschenbach inbillar sig att pojken uppmuntrar honom och följer i den övertygelsen åter efter familjen genom staden. Han inser att hans böjelse för sinnlig skönhet har fört honom till passionens avgrund.
Scen 10. Gästerna börjar lämna hotellet. Aschenbach får av direktören veta att familjen står i begrepp att lämna Venedig. Han ser efter Tadzio när denne går ned mot stranden. Tadzio leker med en annan gosse och med sina systrar. De blir skrämda då den andre pojken slår omkull Tadzio och trycker ned hans ansikte i sanden. Aschenbach försöker komma honom till undsättning men då den andre pojken släpper Tadzio sjunker Aschenbach samman i sin stol. Tadzio fortsätter ut mot havet. I dödsögonblicket får Aschenbach en vision av skönheten som för honom förkroppsligas av den unge Tadzio.